# Speothos
Los zorros vinagres (Speothos) forman un género de carnívoros que integra la familia de los cánidos. Está compuesto por 2 especies, una  extinta y otra aún viviente, la que habita en selvas y bosques de América Central y  Sudamérica.

## Características y costumbres
Estos cánidos poseen una dieta carnívora, alimentándose especialmente de mamíferos, a los que captura de forma colectiva.

## Taxonomía
Este género fue descrito originalmente en el año 1839 por el paleontólogo y naturalista danés Peter Wilhelm Lund, con muestras exhumadas de Brasil.
Curiosamente, la especie extinta (Speothos pacivorus) fue identificada y nombrada con un género propio antes del descubrimiento de la especie viviente, con el resultado de que sea la extinta y no la existente la especie tipo del género.
El análisis de su historia biogeográfica sugiere que este género es el producto de una especiación ocurrida en Sudamérica, probablemente en las tierras altas de Brasil, durante el Pleistoceno tardío y el Holoceno.
Subdivisión
Este género se compone de 2 especies: 
- Speothos venaticus Lund, 1842
- Speothos pacivorus† Lund, 1839[3][4]

## Distribución
Sus especies fueron referidas en ecosistemas boscosos, tropicales y subtropicales de América, y actualmente el género vive desde Panamá por el norte hasta el nordeste de la Argentina por el sur. 